# トリアセトンアミン
トリアセトンアミン（triacetone amine）は、アセトンとアンモニアの縮合反応で得られる化合物である。
3 CH3C(O)CH3  +  NH3  →  OC(CH2C(CH3)2)2NH  +  2 H2O
立体障害をもつアミン：2,2,6,6-テトラメチルピペリジンの合成に使われる。